# Чемпіонат Белграда з футболу
Чемпіонат футбольної асоціації Белграда  — футбольне змагання для клубів з міста Белград і його околиць.  

## Чемпіонати Сербії
В 1920 році була утворена футбольна асоціація Белграда (сербохорв. Beogradski loptački podsavez). Перше змагання, проведене в регіоні, носило назву Чемпіонату Сербії. Загалом було проведено три турніри в 1919 – 1922 роках. Перший з них зібрав 5 команд з міста Белград, що провели кругове змагання в одне коло. Другий розіграш зібрав значно більшу кількість учасників, що були поділені на ліги. До першої увійшли 6 представників Белграда, решта команд утворили другу лігу, що в свою чергу була поділена на групи. Третій чемпіонат Сербії зібрав 9 команд, шість з яких представляли Белград і три Новий Сад.
- 1919–20 1. БСК, 2. «Югославія», 3. БУСК
- 1920–21 1. БСК, 2. «Югославія», 3. БУСК
- 1921–22 1. «Югославія» 2. «Вардар» (Белград) 3. БСК

## Чемпіонати Белградської футбольної асоціації
З 1923 року почав проводитись чемпіонат Югославії, тому чемпіон Белграда кваліфікувався до загальнонаціонального турніру. З 1927 року від Белграду кваліфікувались дві команди. В другій половині 30-х років команди вищого дивізіону більше не брали участі у регіональних змаганнях. 
- 1923: 1. «Югославія» 2. «Вардар» (Белград) 3. БСК
- 1924: 1. «Югославія» 2 БСК 3. «Соко»
- 1925: 1. «Югославія» 2. БСК 3. «Єдинство» (Белград)
- 1926: 1. «Югославія» 2. БСК 3. «Єдинство» (Белград)
- 1927: 1. БСК  2. «Югославія» 3. «Соко»
- 1928: 1. «Югославія» 2. БСК 3. «Єдинство» (Белград)
- 1929: 1. БСК  2. «Югославія» 3. «Соко»
- 1930: 1. БСК  2. «Югославія» 3. «Соко»
- 1931: не завершений
- 1932: 1. «Югославія» 2. БСК, 3. БАСК; Чемпіон провінції – «Спарта» (Земун)[4].
- 1933[5]: 1. «Спарта» (Земун) 2. «Обілич» 3. «Слога»
- 1934: 1. «Слога» 2. Раднічки» 3. «Графішар»
- 1935: 1. «Спарта» (Земун) 2. «Єдинство» (Белград) 3. «Слога» (Белград)
- 1936: 1. БСК  2. БАСК 3. «Югославія»
- 1937:
- 1938: 1. «Єдинство» (Белград)
- 1939: 1. «Спарта» (Земун)
- 1940: 1. «Чукарички» (Белград)
- 1941: 1. ВСК «Вальєво»